# Exercici aeròbic
L'exercici aeròbic, pel que fa a l'exercici físic, és complementari a l'exercici anaeròbic. Aeròbic significa literalment 'amb oxigen', i fa referència a l'ús d'oxigen en els processos de generació d'energia dels músculs. L'exercici aeròbic inclou qualsevol tipus d'exercici, típicament aquells que es practiquen a nivells moderats d'intensitat durant períodes extensos, el que fa mantenir una freqüència cardíaca més elevada. En tal tipus d'exercicis s'usa l'oxigen per a cremar greixos i sucre, produint trifosfat d'adenosina (ATP), el qual és el principal element transportador d'energia per a totes les cèl·lules. Inicialment, durant l'exercici aeròbic, el glicogen es trenca per a produir glucosa, però no obstant això, quan aquest escasseja, el greix comença a descompondre's. Aquest últim és un procés lent i està acompanyat d'una disminució en el rendiment. El canvi de subministrament d'energia per a acabar depenent del greix causa el que els corredors de marató solen anomenar «trencar el mur» (hitting the wall).
L'exercici anaeròbic, per contra, fa referència a la fase inicial de l'exercici o a qualsevol ràfega d'esforç; en elles el glicogen o la glucosa són consumits sense oxigen, i això un procés molt menys eficient. Operant de manera anaeròbica, un atleta de 400 metres desentrenat podria «trencar el mur» després de només 300 metres. Hi ha diversos tipus d'exercici aeròbic. En general, és exercici aeròbic el qual es realitza a una intensitat moderadament alta durant un llarg període. Per exemple, córrer una llarga distància a una marxa moderada és un exercici aeròbic però no ho és el realitzar un esprint. Es considera generalment que jugar un partit de tennis (en individuals) amb moviment gairebé continu és un exercici aeròbic, mentre que jugar al golf o a dobles en tennis, amb descansos més freqüents, no ho és.
Quan fem exercici, molt sovint combinem l'exercici aeròbic amb l'anaeròbic, tot depèn de la durada de l'activitat.
Per exemple en un partit de voleibol, diríem que ens trobem davant d'una activitat aeròbica per la seva durada, però hi ha moments de salts, remat... on la part anaeròbica és molt important.